# 2007 au Belize
Chronologie du Belize
- 2003
- 2004
- 2005
- 2006
- 2007
- 2008
- 2009
- 2010
- 2011

Cet article présente les faits marquants de l'année 2007 au Belize.

## Gouvernement
- Monarque : Élisabeth II
- Gouverneur général : Colville Young
- Premier ministre : Said Musa
- Ministre des Affaires étrangères : Eamon Courtenay
- Ministre de l’Économie : Said Musa
- Ministre de l’Éducation : Francis Fonseca
- Ministre de l'Agriculture : Juan Vildo Marin
- Ministre de la Jeunesse et des Sports : Rodwell Ferguson
- Chef de l'opposition : Dean Barrow

## Statistiques
- x

## Évènements

### Non daté
- Création du parc national de Peccary Hills[1].

### Janvier
- x

### Février
- x

### Mars
- x

### Avril
- l'américain Boyd Johnson gagne la Holy Saturday Cross Country Cycling Classic[2].

### Mai
- le tout premier festival consacré au Chocolat se déroule sur 3 jours dans le district de Toledo : le Toledo Cacao Festival. Le festival sera finalement renommé Chocolate Festival of Belize et devient un évènement annuel[3],[4].

### Juin
- la récolte de canne à sucre de la saison 2006/2007[note 1] s'avère mauvaise en raison de pluies trop abondantes et d'une explosion des populations d'un ravageur, Aneolamia varia, un cercopidae. Les pertes sont évaluées à 10 %[5].
- 1er juin : Saison cyclonique 2007 dans l'océan Atlantique nord

### Juillet
- x

### Août
- 21 août : l'ouragan Dean de catégorie 5 atteint les côtes de la péninsule du Yucatan[6].

### Septembre
- 21 septembre : Fête nationale.

### Octobre
- 30 octobre : fin de diffusion de l'émission Karaoke Television (en) après 6 saisons.

### Novembre
- 4 novembre : sept hommes partent pour une journée de pêche à la Caye St. Georges. Leur disparition est signalée le lendemain. Le corps d'un des hommes sera retrouvé une semaine plus tard ; il a été battu à mort. Les six autres ne seront jamais retrouvés. Le bateau est retrouvé échoué sur un récif, sans moteur et la clé sur le contact[7].

### Décembre
- x

## Sport
- Fondation du Georgetown Ibayani FC (en) et du Belize Defence Force Football Club.
- Championnat du Belize de football 2007
- Championnat du Belize de football 2007-2008
- Coupe UNCAF des nations 2007

## Décès
- 1er mars : George Gabb (en), artiste et sculpteur[8].
- 8 mars : Taufik Cotran, juge en chef de la Cour suprême du Belize de 1986 à 1990.
- 26 juillet : George Brown, magistrat et juge en chef du Belize[9].